# Alloteratura simplex
Alloteratura simplex är en insektsart som först beskrevs av Heinrich Hugo Karny 1920.  Alloteratura simplex ingår i släktet Alloteratura och familjen vårtbitare. Inga underarter finns listade i Catalogue of Life.